# Hautcharage / Dahlem - Asselborner et Boufferdanger Muer
Hautcharage / Dahlem - Asselborner et Boufferdanger Muer este o arie protejată (arie specială de conservare — SAC, sit de importanță comunitară — SCI) din Luxemburg întinsă pe o suprafață de 228,4 ha, integral pe uscat.

## Localizare
Centrul sitului Hautcharage / Dahlem - Asselborner et Boufferdanger Muer este situat la coordonatele 49°35′56″N 5°56′40″E / 49.5989°N 5.9444°E.

## Înființare
Situl Hautcharage / Dahlem - Asselborner et Boufferdanger Muer a fost declarat sit de importanță comunitară în decembrie 1998 pentru a proteja 14 specii de animale. Situl a fost protejat și ca arie specială de conservare în noiembrie 2009.

## Biodiversitate
Situată în ecoregiunea continentală, aria protejată conține 8 habitate naturale: Lacuri eutrofice naturale cu vegetație de tip Magnopotamion sau Hydrocharition, Liziere de ierburi înalte hidrofile de câmpie și de nivel montan până la alpin, Fânețe de joasă altitudine (Alopecurus pratensis, Sanguisorba officinalis), Mlaștini turboase de tranziție și turbării mișcătoare, Păduri de fag Asperulo-Fagetum, Păduri de stejar sau de stejar și carpen sub-atlantice și medio-europene de Carpinion betuli, Mlaștini împădurite, Păduri aluvionare cu Alnus glutinosa și Fraxinus excelsior (Alno-Padion, Alnion incanae, Salicion albae).
La baza desemnării sitului se află mai multe specii protejate:
- păsări (12): uliu porumbar (Accipiter gentilis), lăcar-de-lac (Acrocephalus scirpaceus), ciocănitoarea de stejar (Dendrocopos medius), sfrâncioc roșiatic (Lanius collurio), sfrâncioc mare (Lanius excubitor), gaia neagră (Milvus migrans), gaia roșie (Milvus milvus), potârniche (Perdix perdix), viespar (Pernis apivorus), ciocănitoarea verde (Picus viridis), cristei de baltă (Rallus aquaticus), nagâț (Vanellus vanellus)
- amfibieni (1): triton cu creastă (Triturus cristatus)
- mamifere (1): liliac cu urechi mari (Myotis bechsteinii)

Pe lângă speciile protejate, pe teritoriul sitului au mai fost identificate 4 specii de plante, 1 specie de nevertebrate.